# 안드레 실바 (2000년)
안드레 필리프 테이셰이라 다 실바(포르투갈어: André Filipe Teixeira da Silva, 2000년 4월 28일~2025년 7월 3일)는 포르투갈의 축구인으로 선수 시절 포지션은 공격형 미드필더, 왼쪽 윙어였다.
디오구 조타의 동생으로 2025년 7월 3일 스페인 세르나디야에서 디오구 조타와 함께 교통사고로 사망했다.

## 생애
곤도마르 SC의 유소년팀에서 축구 선수 경력을 시작했고 2011년 FC 포르투의 유소년팀에 입단했다. 이후 FC 파수스드페헤이라, 파드로엔스 FC, FC 파말리캉, 보아비스타 FC의 유소년팀에서 활동했다.
2021년 곤도마르 1군에 데뷔했고 곤도마르에서 두 시즌을 보낸 후 2023년 FC 페나피엘에 입단했다.

## 사망
2025년 7월 3일, 실바는 스페인 세르나디야의 A-52 고속도로에서 교통사고를 당해 25세의 나이로 형 디오구 조타(28세)와 함께 사망했다. 보도에 의하면 그들이 탄 람보르기니 우루스가 다른 차량을 추월하는 동안 타이어 파열이 일어났고 차가 도로를 벗어난 후 화재가 발생했다. 스페인 응급 서비스는 두 형제 모두 현장에서 사망했음을 확인했다.

## 개인사
실바의 형 디오구 조타는 곤도마르 SC에서 축구를 시작하여 FC 파수스드페헤이라의 유소년팀에 입단했고 FC 포르투, 울버햄프턴 원더러스 FC, 리버풀 FC에서 선수로 활동했다. 조타가 2016년 포르투에 임대 선수로 합류했을 때 실바는 포르투 유소년팀에 있었다.